# Прапор території Танганьїка
 Прапором Танганьїки між 1916 і 1961 роками був британський червоний прапор із головою жирафи на білому диску. Він використовувався як прапор території Танганьїка під час управління Британською імперією як мандат Ліги Націй, а пізніше підопічна територія ООН .

## Історія
До 1916 року Танганьїка була частиною Німецької Східної Африки і використовувала прапор Імперської колоніальної служби . У 1916 році Танганьїка була відібрана у Німеччини в результаті Першої світової війни та передана Сполученому Королівству як мандат Ліги Націй. Після того, як сер Хорас Байатт став першим губернатором Танганьїки як британський мандат, він розробив емблему із зображенням жирафа на білому диску для Танганьїки. Це сталося через звичай британських східноафриканських територій приймати місцевих тварин як символ національної ідентичності, при цьому жираф був обраний для Танганьїки на основі їх повсюдного поширення на території. Тоді Баятт розмістив емблему на червоному прапорі, який використовувався як офіційний прапор Танганьїки.  Губернатор також прийняв емблему жирафи в центрі Юніон Джека як прапор губернатора.
Хоча Червоний прапор став основним прапором, який окремо представляв територію, існував також варіант прапора, який включав синій прапор із головою жирафа, не оточеною білим диском.  У 1961 році, коли Танганьїка отримала незалежність від Британської імперії, на церемонії проголошення незалежності був спущений не колоніальний прапор, а Юніон Джек. У результаті червоний прапор Танганьїки перестав мати офіційне використання та був замінений прапором Танганьїки, а пізніше прапором Танзанії, хоча жираф залишився національною твариною обох країн-наступниць.
Цей прапор займає місце в історії прапорів Танзанії. 

Прапор території Танганьїкана на синьому фоні